# Силвертон (тауншип, Миннесота)
Силвертон (англ. Silverton) — тауншип в округе Пеннингтон, Миннесота, США. На 2000 год его население составило 182 человека.

## География
По данным Бюро переписи населения США площадь тауншипа составляет 69,0 км², из которых 69,0 км² занимает суша, водоёмов нет.

## Демография
По данным переписи населения 2000 года здесь находились 182 человека, 71 домохозяйство и 50 семей.  Плотность населения —  2,6 чел./км².  На территории тауншипа расположено 79 построек со средней плотностью 1,1 построек на один квадратный километр. Расовый состав населения: 100,00 % белых.
Из 71 домохозяйства в 33,8 % воспитывались дети до 18 лет, в 64,8 % проживали супружеские пары, в 4,2 % проживали незамужние женщины и в 28,2 % домохозяйств проживали несемейные люди. 22,5 % домохозяйств состояли из одного человека, при том 7,0 % из — одиноких пожилых людей старше 65 лет. Средний размер домохозяйства — 2,56, а семьи — 3,06 человека.
26,4 % населения — младше 18 лет, 8,2 % — в возрасте от 18 до 24 лет, 28,6 % — от 25 до 44, 29,7 % — от 45 до 64, и 7,1 % — старше 65 лет. Средний возраст — 38 лет. На каждые 100 женщин приходилось 127,5 мужчин.  На каждые 100 женщин старше 18 приходилось 127,1 мужчин.
Средний годовой доход домохозяйства составлял 42 917 долларов, а средний годовой доход семьи —  48 929 долларов. Средний доход мужчин —  26 875  долларов, в то время как у женщин — 21 250. Доход на душу населения составил 15 265 долларов. За чертой бедности находились 7,7 % семей и 5,4 % всего населения тауншипа, из которых 18,8 % старше 65 лет.